# Kirkuk
 Denne artikel omhandler byen, Kirkuk. Opslagsordet har også en anden betydning, se Kirkuk (provins).
Kirkuk (arabisk: كركوك, Kirkūk; kurdisk: Kerkûk, tyrkisk: Kerkük) er en by i Irak med 975.000(2011) indbyggere. Kirkuk er det administrative center i provinsen Kirkuk. Byen ligger på gammelt assyrisk område. 
|  | Dette afsnits indhold bærer præg af maskinoversættelse og/eller tvivlsomt indhold Dette afsnits indhold bærer præg af at være en maskinoversættelse og/eller meget dårligt og uklart formuleret (også kaldet "dåsedansk"). Det vurderes at sproget er så dårligt og eventuelt forkert eller til at misforstå, at det bør omskrives eller oversættes på ny. Du kan hjælpe med at oversætte til korrekt dansk i denne og lignende artikler. Hvis dette ikke sker inden for kort tid, kan en sletning komme på tale. Se evt. denne sides diskussionsside eller i artikelhistorikken. |

Kirkuk er også kendt for at være hjemsted for det mangfoldige befolkningsgruppe Irakiske Turkmenere i landet og som er det tredje største befolkningsgruppe efter arabere og kurdere.
Kirkuk ligger på ruinerne af den oprindelige Kirkuk-citadelet (Kirkuk-citadel), som ligger nær Khasa-floden (del af Tigris). På borget der ligger på det højeste punkt over midtbyens handelsområde kan profet Daniel's gravsted besøges.
Baba Gurgur udenfor byen er også kendt for de old historiske religiøse  fortællinger. 
Området er udover være kilden til et af de største Olie-produktioner i Mellemøsten og så kendt for at være frugtbart for landbruget. 

## Etymologi
Det gamle navn på Kirkuk var det assyriske Arrap'ha. Under den parthiske æra var Korkura/Corcura (oldgræsk: Κόρκυρα) nævnt af Ptolemæus, der menes at henvise enten til Kirkuk eller til Baba Gurgurs 4,5 kilometer fra byen. Siden Seleukideriget var byen kendt som Karkha D-Bet Slokh, der betyder 'Seleukos' fæstning' i Mesopotamisk aramæisk, der var frugtbare halvmånes lingua franca i den æra.
I løbet af Seleucid-perioden blev byen omdøbt efter kong Seleukos byen til Karkha d 'Beth Slokh ("Seleukos' fæstning"), en forvanskning der er rødderne til det moderne navn "Karkuk"/"Kirkuk". Efter 600-tallet benyttede muslimske forfattere navnet Kirkheni (gammelsyrisk: for "citadel") i omtalen af byen. Andre brugte anden variant, såsom Bajermi (en forvanskning af det aramæiske "B'th Garmayeh" eller Jermakan (en forvanskning af persiske Garmakan). En kileskrifttavle fundet i 1927 ved foden af Kirkuk Citadel, omtalte, at byen Erekha i Babylon var på Kirkuk. Andre kilder anser Erekha for at være en enkelt del af den større Arrapha-metropol.

## Historie
Tekst mangler, hjælp os med at skrive teksten

## Demografi
Den mest pålidelige folketælling vedrørende Kirkuk etniske sammensætning dateres tilbage til 1957. Kirkuk-provinsens grænser blev senere ændret, provinsen blev omdøbt til al-Taimim og kurdiske dominerede distrikter blev overført til provinserne Arbil og As Sulaymaniyah.
| Folketællinger for provinsen Kirkuk |         |       |         |      |         |      |
| Etnisk gruppe                       | 1957    | %     | 1977    | %    | 1997    | %    |
| arabere                             | 109.620 | 28,2% | 218.755 | 45%  | 544.596 | 72%  |
| kurdere                             | 187.593 | 48,2% | 184.875 | 38%  | 155.861 | 21%  |
| turkmenere                          | 83.371  | 21,4% | 80.347  | 17%  | 50.099  | 7%   |
| assyrere                            | 1.605   | 0,4%  |         |      |         |      |
| jøder                               | 123     | 0,03% |         |      |         |      |
| andre                               | 6.545   | 1,77% | 0       | 0%   | 2.189   | 0,3% |
| I alt                               | 388.829 | 100%  | 483.977 | 100% | 752.745 | 100% |

## Byens status og tilhørsforhold
Kirkuks status er et vigtigt stridsspørgsmål i det nye Irak. Kurderne hævder, byen er en naturlig del af det kurdiske selvstyreområde (Regionen Kurdistan). Omvendt ønsker mange turkmenere, at byen skal være hovedstad i en ny region. Også arabere modsætter sig, at byen skulle være en del af Kurdistan.
Selv om byens tilhørsforhold har været diskuteret længe, er der endnu ikke opnået enighed om dens status.